# 이츠하크 나본
이츠하크 나본(히브리어: יצחק נבון,‎ 1921년 4월 9일~2015년 11월 6일)은 이스라엘의 제5대 대통령을 역임한 정치인, 외교관, 극작가이다. 역대 이스라엘 대통령 사상 최초로 이스라엘에서 태어난 대통령이다.

## 역대 선거 결과
| 선거명      | 직책명            | 대수 | 정당       | 득표율 | 득표수 | 결과 | 당락 |
| ----------- | ----------------- | ---- | ---------- | ------ | ------ | ---- | ---- |
| 1978년 선거 | 이스라엘의 대통령 | 5대  | 얼라인먼트 | 78.90% | 86표   | 1위  |      |

## 같이 보기
- 메나헴 베긴
- 아하론 아부하치라